# D. C. Douglas

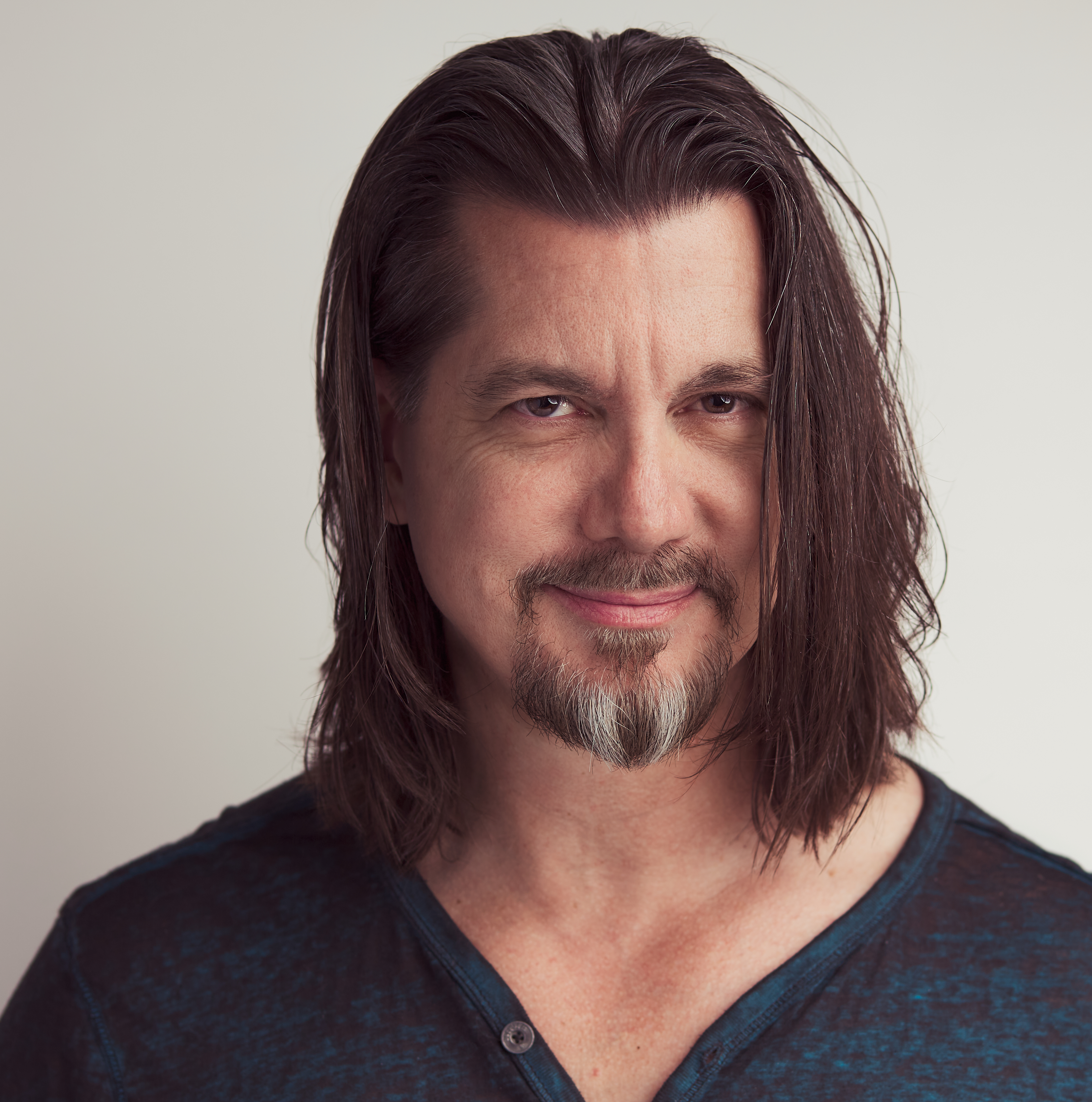
D. C. Douglas (2021)

D. C. Douglas (* 2. Februar 1966 in Berkeley, Alameda County, Kalifornien) ist ein US-amerikanischer Schauspieler, Synchronsprecher und Filmschaffender.

## Leben
Douglas wurde am 2. Februar 1966 in Berkeley geboren. Sein Vater Douglas Gompertz, Sr. arbeitete als Verkäufer, seine Mutter ist die Künstlerin, Schriftstellerin und spirituelle Beraterin Elizabeth „Betty“ Eva May Miller (* 1943 in Los Angeles), seit 1982 in zweiter Ehe bekannt als Betty Malicoat. Seine Eltern ließen sich im Juni 1970 scheiden. Er hat eine Schwester. Seine Großeltern sind mütterlicherseits die Burlesque-Tänzerin Grace Hathaway (1917–2010) und der Theosop Joe Miller. Seine Großmutter wurde in den 1940er und frühen 1950er Jahren regional bekannt. Sein Großvater wurde in San Francisco auch aufgrund seiner spirituellen Spaziergänge in den Golden Gate Park bekannt. Posthum erschien das Werk Great Song: The Life and Teachings of Joe Miller über ihn.
Nach der Scheidung seiner Eltern wuchs Douglas bei seiner Mutter auf und lebte bis in die 1980er Jahre in der San Francisco Bay Area. Nachdem er Hollywood and the Stars auf NBC gesehen hatte, beschloss er, Schauspieler zu werden. Er spielte in regionalen Theaterstücken in San José und Walnut Creek mit, ehe er an der Ygnacio Valley High School in Concord von seinem dortigen Lehrer der Theatergruppe die Unterstützung erhielt, seinen Traum zu verwirklichen. Nach seinem Abschluss an der High School zog er mit 16 Jahren nach New York City, um an der American Academy of Dramatic Arts Schauspiel zu studieren, wurde aber abgelehnt. Daher zog er 1985 nach Los Angeles. Dort durchlief er Workshops unter Leitung von Estelle Harman.

## Karriere
Douglas wirkte in den mittleren 1980er Jahren an der von Carole Kean und Earl Boen gegründeten Murder Mystery Company in Produktionen mit.
Von 1998 bis 1999 fungierte er als Erzähler in der Fernsehserie Der junge Hercules, wo er jede Folge eröffnete. Ab den 1990er Jahren erhielt er verschiedene Episodenrollen in bekannten Fernsehserien wie General Hospital, Renegade – Gnadenlose Jagd, X-Factor: Das Unfassbare, Charmed – Zauberhafte Hexen, Emergency Room – Die Notaufnahme, Star Trek: Enterprise, JAG – Im Auftrag der Ehre, New York Cops – NYPD Blue, Las Vegas, Hotel Zack & Cody, 24, Without a Trace – Spurlos verschwunden, Criminal Minds, Raising Hope, Navy CIS oder CSI: Vegas. Seit Ende der 1990er Jahre übernahm er auch verschiedene Tätigkeiten als Filmschaffender. Sein langlebigstes eigenes Format war die Zeichentrickserie Breaking News: Fake Trump Cartoons!.
Er übernahm größere und wiederkehrende Charakterrollen in den langlebigen Fernsehserien Zeit der Sehnsucht, Schatten der Leidenschaft, Reich und Schön. 2004 war er im Kurzfilm Billys Dad ist ein Nougatstecher ebenfalls als Erzähler zu hören. 2008 lieh er seiner Stimme dem Charakter Alexei im Computerspiel Tales of Vesperia die Stimme. 2010 stellte er im Low-Budget-Film Titanic 2 – Die Rückkehr die Rolle des Captain Will Howard dar. Außerdem war seine Stimme im Computerspiel Mass Effect 2 zu hören. Von 2011 bis 2016 lieh er in der Zeichentrickserie Transformers: Rescue Bots in 104 Episoden verschiedenen Charakteren seine Stimme. Von 2015 bis 2016 war er in der Fernsehserie Z Nation in der Rolle des Pa Kettle zu sehen. 2021 verkörperte er im Tierhorrorfilm Aquarium of the Dead die Rolle des Daniel Hanley.

## Kontroverse
Im April 2010 geriet Douglas wegen einer Nachricht auf dem Anrufbeantworter bei der konservativen und libertären Interessenvertretung FreedomWorks unter Beschuss der Tea-Party-Bewegung. Einen Tag später strich die Autoversicherungsgesellschaft Geico ihn aus einer Reihe von neuen Internet-Werbespots, die sich in der Postproduktion befanden. Dies führte zu einigen Debatten bei US-amerikanischen Synchronsprecher darüber, ob es sich bei ihnen um Personen des öffentlichen Lebens handelt. Daraufhin produzierte Douglas ein kritisches Format über die Tea-Party-Bewegung auf YouTube, das anschließend sowohl in Joy Behars HLN-Show als auch in Geraldo Riveras Geraldo at Large mit ihm als Gast ausgestrahlt wurde.
Die dadurch gesammelte Erfahrung inspirierte Douglas dazu, weitere kurze, satirische politische Videos zu erstellen. Die meistgesehenen waren sein Video Burn a Koran Day, erschienen bei der The Huffington Post, sowie sein Why #OccupyWallStreet?-Video, ausgestrahlt auf MSNBCs The Last Word mit Lawrence O’Donnell.
Im November 2011 twitterte Douglas ein Zitat aus dem Film Aushilfsgangster im ArcLight Hollywood, in dem Regisseur Brett Ratner eine abfällige Bemerkung über Homosexuelle machte. The Hollywood Reporter berichtete daraufhin über Douglas’ Tweet als Beginn einer Kontroverse, die dazu führte, dass Ratner von den Oscars 2012 zurücktrat.
Douglas hat auch vielen liberalen politischen Organisationen seine Stimme geliehen, darunter American Bridge 21st Century PAC und das gemeinnützige progressive Forschungs- und Informationszentrum Media Matters for America. Januar 2021 wurde sein Profil dauerhaft von Twitter gesperrt, da er sich über QAnon-Konten lustig gemacht hatte. Daraufhin äußerte sich der Schauspieler, dass „der Algorithmus seinen Humor nicht verstehe.“

## Filmografie (Auswahl)

### Schauspiel
- 1989: Future Force
- 1991: Mit Herz und Scherz (Coach, Fernsehserie, Episode 3x17)
- 1991: General Hospital (Fernsehserie, Episode 1x7135)
- 1991–2014: Zeit der Sehnsucht (Days of Our Lives, Fernsehserie 6 Episoden, verschiedene Rollen)
- 1992: Ehekriege (Civil Wars, Fernsehserie, Episode 1x11)
- 1992: Renegade – Gnadenlose Jagd (Renegade, Fernsehserie, Episode 1x07)
- 1994: Melrose Place (Fernsehserie, Episode 3x10)
- 1995: Alarmstufe: Rot 2 (Under Siege 2: Dark Territory)
- 1995: Wer ist hier der Cop? (Hudson Street, Fernsehserie, Episode 1x08)
- 1996–1997: Boston College (Fernsehserie, 10 Episoden)
- 1996–2014: Schatten der Leidenschaft (The Young and the Restless, Fernsehserie, 12 Episoden, verschiedene Rollen)
- 1997: Claude's Crib (Fernsehserie, Episode 1x08)
- 1997: Diagnose: Mord (Diagnosis Murder, Episode 4x23)
- 1997: Falling Words (Kurzfilm)
- 1997–2017: Reich und Schön (The Bold and the Beautiful, Fernsehserie 26 Episoden, verschiedene Rollen)
- 1998: Beverly Hills, 90210 (Fernsehserie, Episode 8x21)
- 1998: X-Factor: Das Unfassbare (Beyond Belief: Fact or Fiction , Fernsehserie, 2 Episoden)
- 1998: The Eighth Plane (Kurzfilm)
- 1998: Palm Beach-Duo (Silk Stalkings, Fernsehserie, Episode 8x05)
- 1998: Emma's Wish (Fernsehfilm)
- 1998: Two Weeks Later (Kurzfilm)
- 1998: Just Add Water (Kurzfilm)
- 1999: King's Pawn (Fernsehfilm)
- 2000: Freud and Darwin Sitting in a Tree (Kurzfilm)
- 2001: Charmed – Zauberhafte Hexen (Charmed, Fernsehserie, Episode 3x13)
- 2001: Total blond (Totally Blonde)
- 2002: Killers 2: The Beast
- 2002: That '80s Show (Fernsehserie, Episode 1x03)
- 2002: Emergency Room – Die Notaufnahme (ER, Fernsehserie, Episode 9x02)
- 2003: Grace (Kurzfilm)
- 2003: Side Show (Kurzfilm)
- 2003: Mister Sterling (Fernsehserie, Episode 1x07)
- 2003: Star Trek: Enterprise (Enterprise, Fernsehserie, Episode 2x21)
- 2003: JAG – Im Auftrag der Ehre (JAG, Fernsehserie, Episode 8x23)
- 2003: Scarecrow Slayer
- 2003: The Commission
- 2003: Ga-Ga (Kurzfilm)
- 2003: Billy Makes the Cut (Kurzfilm)
- 2004: New York Cops – NYPD Blue (NYPD Blue, Fernsehserie, Episode 11x21)
- 2004: Streakers (Kurzfilm)
- 2005: Duck, Duck, Goose! (Kurzfilm)
- 2005: Las Vegas (Fernsehserie, Episode 2x19)
- 2005: Strong Medicine: Zwei Ärztinnen wie Feuer und Eis (Strong Medicine, Fernsehserie, Episode 6x01)
- 2005: The Inside (Fernsehserie, Episode 1x02)
- 2006: Hotel Zack & Cody (The Suite Life of Zack & Cody, Fernsehserie, Episode 2x09)
- 2006: New York Waiting
- 2006: 666: The Child – Der Sohn des Teufels (666: The Child)
- 2006–2007: What About Brian (Fernsehserie, 2 Episoden)
- 2007: 24 (Fernsehserie, Episode 6x01)
- 2007: Sister's Keeper
- 2007: Passions (Fernsehserie, 3 Episoden)
- 2007: Final Approach – Im Angesicht des Terrors (Final Approach, Fernsehfilm)
- 2008: Bling (Kurzfilm)
- 2008: Without a Trace – Spurlos verschwunden (Without a Trace, Fernsehserie, Episode 6x14)
- 2008: Deadwater
- 2008: Pushing Twilight (Fernsehserie, 7 Episoden)
- 2008: Shelter
- 2009: The Crooked Eye (Kurzfilm)
- 2009: Poker Run
- 2009: (K)ein bisschen schwanger (Labor Pains)
- 2009: Three Rivers Medical Center (Three Rivers, Fernsehserie, Episode 1x01)
- 2010: Criminal Minds (Fernsehserie, Episode 5x13)
- 2010: Titanic 2 – Die Rückkehr (Titanic II)
- 2010: Change Your Life!
- 2011: 50/50 – Freunde fürs (Über)Leben (50/50)
- 2012: Raising Hope (Fernsehserie, Episode 2x10)
- 2013: Hund mit Blog (Dog With a Blog, Fernsehserie, Episode 1x22)
- 2013: Karate-Chaoten (Kickin' It, Fernsehserie, Episode 3x13)
- 2014: Alpha House
- 2014: Navy CIS (NCIS, Fernsehserie, Episode 11x18)
- 2014: Helen Alone
- 2014: Apocalypse Kiss
- 2014: Sharknado 2 (Sharknado 2: The Second One, Fernsehfilm)
- 2015: Voll Vergeistert (The Haunted Hathaways, Fernsehserie, Episode 2x19)
- 2015–2016: Z Nation (Fernsehserie, 3 Episoden)
- 2016: The Shickles
- 2016: KILD TV
- 2016: Ribbons
- 2016: Isle of the Dead
- 2017: Smartass
- 2018: The Hard Scene (Kurzfilm)
- 2019: Wizard School Dropout (Fernsehserie, 3 Episoden)
- 2020: The Encounter (Fernsehserie)
- 2021: Aquarium of the Dead
- 2021: The Killer in My Backyard (Fernsehfilm)
- 2022: Killer Stepmom (Fernsehfilm)
- 2022: Who Guardeth the Guards
- 2022: The Vampyre (Kurzfilm)
- 2022: Secrets by the Shore (Fernsehfilm)
- 2022: CSI: Vegas (Fernsehserie, Episode 2x02)
- 2024: Witch Hunter – Der Hexenjäger (Witch Hunter)

### Produktion
- 1997: Falling Words (Kurzfilm)
- 2000: Freud and Darwin Sitting in a Tree (Kurzfilm)
- 2005: Duck, Duck, Goose! (Kurzfilm)
- 2009: The Crooked Eye (Kurzfilm)
- 2013: Death Follows (Kurzfilm)
- 2015: Anne Thériault's the Feminist in the Wild (Kurzfilm)
- 2016: Ginger & Snapper (Kurzfilm)
- 2017–2019: Breaking News: Fake Trump Cartoons! (Zeichentrickserie, 19 Episoden)

### Filmeditor
- 1997: Falling Words (Kurzfilm)
- 1998: The Eighth Plane (Kurzfilm)
- 1998: Two Weeks Later (Kurzfilm)
- 1998: Hide N' Seek (Kurzfilm)
- 2000: Business of Acting (Dokumentation)
- 2000: They Shoot Movies, Don't They? …The Making of 'Mirage'
- 2000: Freud and Darwin Sitting in a Tree (Kurzfilm)
- 2000: Dark Forest in the Mountains (Dokumentation)
- 2003: Grace (Kurzfilm)
- 2003: Actors Anonymous: The Truth Behind the Dream (Dokumentation)
- 2005: Duck, Duck, Goose! (Kurzfilm)
- 2009: The Crooked Eye (Kurzfilm)
- 2015: Anne Thériault's the Feminist in the Wild (Kurzfilm)
- 2016: Ginger & Snapper (Kurzfilm)
- 2017–2018: Breaking News: Fake Trump Cartoons! (Zeichentrickserie, 17 Episoden)

### Drehbuch
- 1997: Falling Words (Kurzfilm)
- 1998: The Eighth Plane (Kurzfilm)
- 2000: Freud and Darwin Sitting in a Tree (Kurzfilm)
- 2005: Duck, Duck, Goose! (Kurzfilm)
- 2009: The Crooked Eye (Kurzfilm)
- 2016: Ginger & Snapper (Kurzfilm)
- 2016: Isle of the Dead
- 2017–2019: Breaking News: Fake Trump Cartoons! (Zeichentrickserie, 19 Episoden)

### Regie
- 1998: The Eighth Plane (Kurzfilm)
- 2000: Freud and Darwin Sitting in a Tree (Kurzfilm)
- 2005: Duck, Duck, Goose! (Kurzfilm)
- 2009: The Crooked Eye (Kurzfilm)
- 2015: Anne Thériault's the Feminist in the Wild (Kurzfilm)
- 2016: Ginger & Snapper (Kurzfilm)
- 2017–2019: Breaking News: Fake Trump Cartoons! (Zeichentrickserie, 19 Episoden)

## Synchronisation (Auswahl)

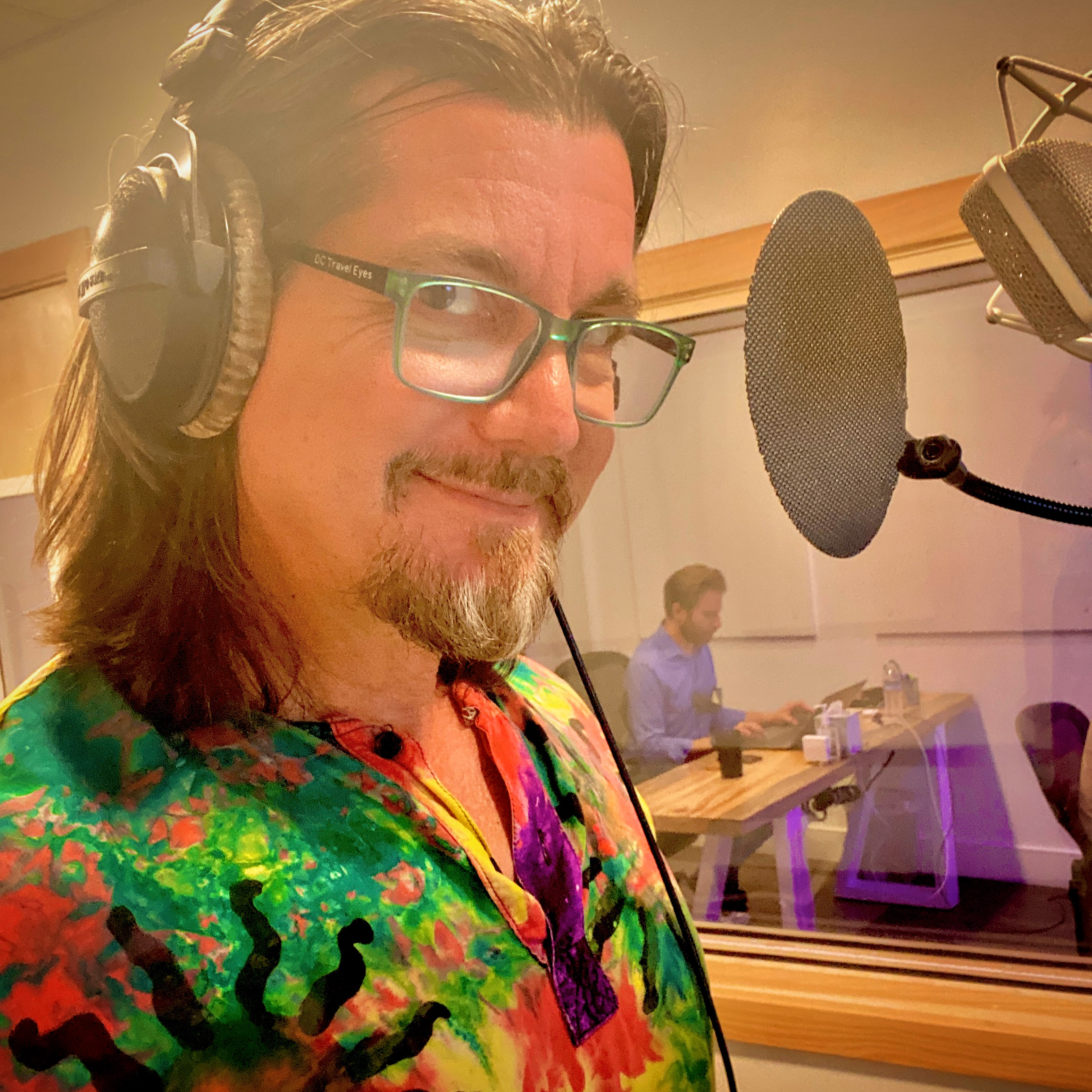
D.C. Douglas im Tonstudio (2021)

- 1995–1996: Neon Genesis Evangelion (Shin Seiki Evangerion/新世紀エヴァンゲリオン 劇場版 DEATH & REBIRTH シト新生, Zeichentrickserie, 8 Episoden)
- 1997: Neon Genesis Evangelion: Death & Rebirth (Shin Seiki Evangerion Gekijō-ban: Death & Rebirth Shito shinsei/新世紀エヴァンゲリオン, Animationsfilm)
- 1997: Neon Genesis Evangelion: The End of Evangelion (Shin Seiki Evangerion Gekijōban: Air/Magokoro o, Kimi ni/新世紀エヴァンゲリオン劇場版 Air/まごころを、君に, Animationsfilm)
- 1997: The Granstream Saga (Computerspiel)
- 1998–1999: Der junge Hercules (Young Hercules, Fernsehserie, 50 Episoden, Erzähler)
- 1999: The Puzzle Club Pet-Napping Mystery (Fernsehfilm)
- 2002: Buffy the Vampire Slayer (Computerspiel)
- 2004: Billys Dad ist ein Nougatstecher (Billy’s Dad Is a Fudge-Packer, Kurzfilm, Erzähler)
- 2005–2009: Ab sofort Dämonenkönig! (Kyō kara Maō/今日からマ王!, Zeichentrickserie, 78 Episoden, verschiedene Charaktere)
- 2006: SpellForce 2: Shadow Wars (Computerspiel)
- 2006: Caesar IV (Computerspiel)
- 2007: Resident Evil: The Umbrella Chronicles (Computerspiel)
- 2007: Tekken 6 (Computerspiel)
- 2008: Tales of Vesperia (Computerspiel)
- 2009: Resident Evil 5 (Computerspiel)
- 2009–2011: One Piece (Wan Pīsu/ワンピース, Zeichentrickserie, 8 Episoden, verschiedene Charaktere)
- 2009–2011: Family Guy (Zeichentrickserie, 2 Episoden, verschiedene Charaktere)
- 2010: Mass Effect 2 (Computerspiel)
- 2010: Nier (Computerspiel)
- 2011: Dragon Age 2 (Computerspiel)
- 2011: Might & Magic: Heroes VI (Computerspiel)
- 2011: Resident Evil: The Mercenaries 3D (Computerspiel)
- 2011: Star Wars: The Old Republic (Computerspiel)
- 2011–2016: Transformers: Rescue Bots (Zeichentrickserie, 104 Episoden)
- 2013: The Last of Us (Computerspiel)
- 2013–2014: Hunter × Hunter (Hantā Hantā/ハンター×ハンタ, Zeichentrickserie, 11 Episoden)
- 2014: NBA 2K14 (Computerspiel)
- 2014: Smite (Computerspiel)
- 2015: Resident Evil: Revelations 2 (Computerspiel)
- 2015: Lego Jurassic World (Computerspiel)
- 2016: Detektiv Conan: Der dunkelste Albtraum (Meitantei Conan: Junkoku no naitomea/名探偵コナン　純黒の悪夢（ナイトメア, Animationsfilm)
- 2016: Lego Star Wars: Das Erwachen der Macht (Lego Star Wars: The Force Awakens, Computerspiel)
- 2016: Detektiv Conan: Episode One – Der geschrumpfte Meisterdetektiv (Detective Conan: Episode One – The Great Detective Turned Small/名探偵コナン エピソードOne 小さくなった名探偵, Animationsfilm)
- 2016: JoJo’s Bizarre Adventure (JoJo no Kimyō na Bōken/ジョジョの奇妙な冒険, Zeichentrickserie, 13 Episoden)
- 2017: Death Race 2050 (Animationsfilm)
- 2017–2018: Attack on Titan (Shingeki no Kyojin/進撃の巨人, Zeichentrickserie, 2 Episoden)
- 2017–2019: Breaking News: Fake Trump Cartoons! (Zeichentrickserie, 19 Episoden)
- 2018: Monster Hunter: World (Computerspiel)
- 2018: Boruto: Naruto Next Generations (Boruto: Naruto Next Generations/BORUTO -ボルト- -NARUTO NEXT GENERATIONS-, Zeichentrickserie, 5 Episoden)
- 2019: One Piece: Stampede (Wan Pīsu Sutanpīdo/ワンピーススタンピード, Animationsfilm)
- 2019: Borderlands 3 (Computerspiel)
- 2020: The Last of Us Part II (Computerspiel)
- 2020: Wasteland 3 (Computerspiel)
- 2020: Homeward – Finde deine Bestimmung (Homeward, Animationsfilm)
- 2021: Shaman King (shāman kingu/シャーマンキング, Zeichentrickserie, 19 Episoden)
- 2023: Star Wars Jedi: Survivor (Computerspiel)
- 2024: What If…? (Fernsehserie, 3 Episoden)